# Alfa del Cavallet de Pintor
Alfa del Cavallet de Pintor (α Pictoris) és l'estel més brillant de la constel·lació del Cavallet de Pintor, de magnitud aparent +3,24. Sense nom propi —l'únic estel que el té en la constel·lació és l'Estrella de Kapteyn—, és molt menys coneguda que β Pictoris, la fama de la qual és deguda al disc circumestelar que té entorn seu.
Situada a 99 anys llum del Sistema Solar, Alfa del Cavallet de Pintor és un estel blanc de tipus espectral A7IV. La seva lluminositat, 35 vegades major que la del Sol, indica que és un estel subgegant; en el seu nucli l'hidrogen s'està acabant —o s'ha acabat ja—, i l'estel està començant a créixer, essent el seu radi 3,1 vegades major que el radi solar. Té una temperatura efectiva d'aproximadament 7950 K i una massa de 2,22 masses solars.
A la seva edat de 1000 milions d'anys acaba d'abandonar la seqüència principal, un període 10 vegades menor que el que tardarà el Sol —entorn de 10.000 milions d'anys— a abandonar la seqüència principal i començar al seu torn l'etapa de subgegant.
Com altres estels anàlegs, Alfa del Cavallet de Pintor gira molt més de pressa que el Sol, amb una velocitat de rotació d'almenys 205 km/s.
El seu període de rotació és igual o inferior a 18 hores.